# وشتغان (مقاطعة دليجان)
وشتغان (بالفارسية: وشتگان) هي قرية تقع في مركزي في إيران. يقدر عدد سكانها بـ 64 نسمة بحسب إحصاء 2016.